# 프리메라 다마 (2010년 텔레노벨라)
《프리메라 다마》(스페인어: Primera dama)는 2010년 방영된 칠레의 텔레노벨라이다.